# On Your Side
On Your Side é o álbum de estreia da banda A Rocket To The Moon. Foi lançado pela Fueled by Ramen e Decaydance Records, dia 13 de outubro de 2009.

## Faixas
1. "Annabelle" - 3:14
2. "Mr. Right" - 3:07
3. "She's Killing Me" - 3:08
4. "On a Lonely Night" - 3:08 (participação de Caitlin Harnett)
5. "Dakota" - 3:23
6. "Life of the Party" - 2:45
7. "Like We Used To" - 3:24
8. "Where Did You Go" - 3:08
9. "Sometimes" - 2:52 (participação de Brandon Wronski)
10. "Baby Blue Eyes" - 3:40
11. "Give a Damn" - 3:24
12. "On Your Side" - 3:10